# Campionati del mondo di ciclocross 1962
I Campionati del mondo di ciclocross 1962 si svolsero ad Esch-sur-Alzette, in Lussemburgo, il 18 febbraio.

## Medagliere
| Pos.   | Nazione | Oro | Argento | Bronzo | Totale |
| ------ | ------- | --- | ------- | ------ | ------ |
| 1      | Italia  | 1   | 0       | 0      | 1      |
| 2      | Francia | 0   | 1       | 1      | 2      |
| Totale | Totale  | 1   | 1       | 1      | 3      |

## Sommario degli eventi
| Eventi         | Oro                 | Tempo  | Argento                  | Tempo   | Bronzo                  | Tempo   |
| Uomini         |                     |        |                          |         |                         |         |
| Elite dettagli | Renato Longo Italia | 54'15" | Maurice Gandolfo Francia | a 2'31" | André Dufraisse Francia | a 2'48" |